# فراورده طبیعی

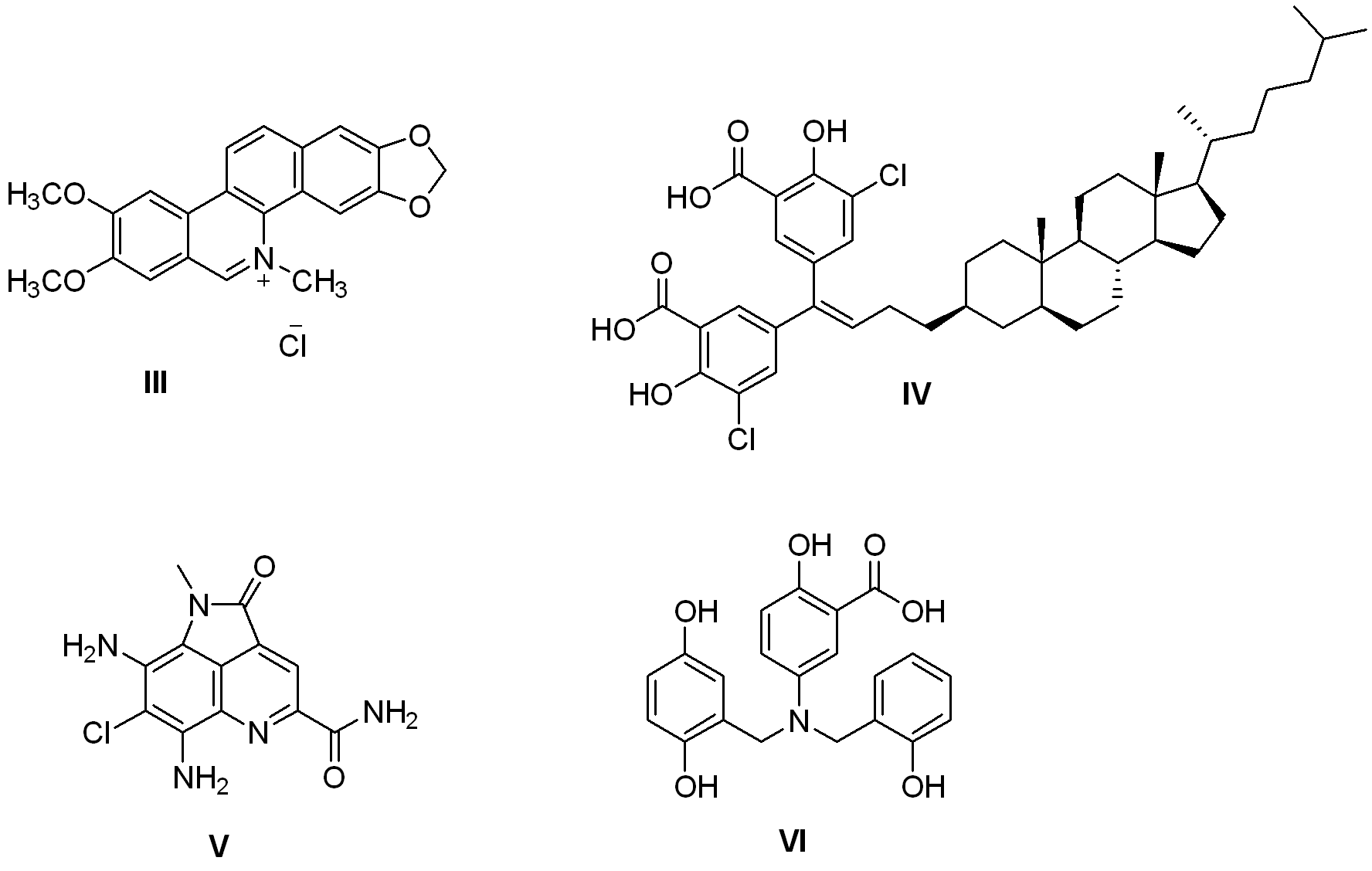
فراورده طبیعی

یک فرآوردهٔ طبیعی، ترکیب شیمیایی یا ماده‌ای است که توسط یک اندام زنده تولید و در طبیعت پیدا می‌شود. به عبارت کلی تر فرآوردهٔ طبیعی هر ماده‌ای است که در طی چرخهٔ زندگی تولید می‌شود. فرآورده‌های طبیعی می‌توانند از راه سنتز شیمیایی (هم نیمه سنتز و هم سنتز کامل) هم تولید شوند و نقش اساسی در پیشرفت دانش شیمی آلی داشته باشند. از عبارت فرآورده طبیعی در تجاری سازی محصولات رژیمی، مکمل‌های خوراکی و خوراکی‌هایی که با افزودنی‌های مصنوعی تولید می‌شوند هم استفاده شده‌است.
در بحث شیمی آلی تعریف فرآورده‌های طبیعی معمولاً به ترکیب‌های آلی جدا شده از منبع طبیعی شان که از راه متابولیت اولیه یا ثانویه بدست آمده‌اند محدود می‌شود. در دانش شیمی دارویی تعریف این مواد معمولاً محدود به متابولیت ثانویه است. بسیاری از متابولیت‌های ثانویه زهرهای سلولی اند و به گونه‌ای برگزیده و بهینه شده‌اند که بتوانند به عنوان ابزار جنگی شیمیایی در برابر شکارچیان یا مزاحمان و موجودات زندهٔ رقیب بکار روند.